# Cut The Wire
Cut The Wire es el tercer disco de David Knopfler.

## Canciones
1. Freakshow
2. The Fisherman
3. The Hurricane
4. When We Kiss
5. When Grandpappa Sailed
6. The Hurting
7. The Sentenced Man
8. Dedication
9. Charlie And Suzie

## Músicos que Intervinierón
- Arran Ahmun :--
- Dave "Taif" Ball
- Joel Bogen :Guitarra
- Bernie Clarke
- Betsy Cook :Coros
- Graham Edwards
- Ben Hoffnung
- Mick Jackson :Coros
- Jane James
- David Knopfler :Guitarra, Voz y Piano
- Andy Longhurst
- John Munroe
- Pino Palladino :Bajo
- Bub Roberts
- Chuck Sabo
- Forrest Thomas :Coros
- Danny Thompson :Bajo
- Nick Williams

## Productor
- David Knopfler

- Datos: Q3699776